# جنایات علیه بشریت در رژیم‌های کمونیستی
جنایات علیه بشریت در رژیم‌های مختلف کمونیستی رخ داده‌است. اقداماتی مانند تبعید اجباری، قتل‌عام، شکنجه، ناپدید شدن اجباری، کشتار غیرقانونی، ترور، پاکسازی قومی، بردگی و گرسنگی دادن عمدی مردم مانند گرسنگی ای که در هولودومور و یک گام بزرگ به جلو رخ داد. چنین رویدادهایی به عنوان جنایت علیه بشریت توصیف شده‌است.
اعلامیه ۲۰۰۸ پراگ دربارهٔ وجدان اروپایی و کمونیسم اظهار داشت که جنایاتی که به نام کمونیسم مرتکب شده‌اند باید به عنوان جنایت علیه بشریت ارزیابی شوند. افراد بسیار کمی به خاطر این جنایات محاکمه شده‌اند، اگرچه دولت کامبوج اعضای سابق خمرهای سرخ را تحت تعقیب قرار داده‌است و دولت‌های استونی، لتونی و لیتوانی قوانینی را تصویب کرده‌اند که منجر به محاکمه مرتکبان متعددی به دلیل جنایات آنها علیه مردم بالتیک شده‌است. آنها به خاطر جنایاتی که در طول اشغال کشورهای بالتیک در سال‌های ۱۹۴۰ و ۱۹۴۱ مرتکب شدند و همچنین برای جنایاتی که در جریان اشغال مجدد آن کشورها توسط شوروی مرتکب شدند که پس از جنگ رخ داد محاکمه شدند. محاکمه‌هایی نیز برای حملاتی که کمیساریای خلق برای امور داخلی (NKVD) علیه برادران جنگلی انجام داد برگزار شد.

## چین

### در زمان مائو تسه تونگ
مائو تسه تونگ رئیس حزب کمونیست چین بود که در سال ۱۹۴۹ کنترل چین را به دست گرفت تا اینکه در سپتامبر ۱۹۷۶ درگذشت. او در این مدت چندین تلاش اصلاحی را انجام داد که برجسته‌ترین آنها جهش بزرگ به جلو و انقلاب فرهنگی بود. در ژانویه ۱۹۵۸، مائو اولین برنامه پنج ساله را اجرا کرد که بخش دوم آن به عنوان جهش بزرگ به جلو شناخته شد. این طرح به منظور تسریع تولید و صنایع سنگین به عنوان مکملی برای رشد اقتصادی مشابه مدل شوروی و عامل تعیین‌کننده پشت سیاست‌های مارکسیستی چینی مائو بود. مائو ده ماه را در سال ۱۹۵۸ به گردش در کشور گذراند تا از جهش بزرگ به جلو حمایت کند و پیشرفت‌هایی را که قبلاً انجام شده بود بررسی کند. آنچه که به دنبال آن آمد تحقیر، انتقام علنی و شکنجه همه کسانی بود که جهش را زیر سؤال بردند. برنامه پنج ساله ابتدا تقسیم جوامع کشاورزی را به کمون‌ها آغاز کرد. برنامه ملی چین برای توسعه کشاورزی (NPAD) شروع به تسریع تدوین برنامه‌های خود برای تولیدات صنعتی و کشاورزی کشورها کرد. طرح‌های تهیه پیش نویس در ابتدا موفقیت‌آمیز بود زیرا جهش بزرگ به جلو نیروی کار چینی را تقسیم کرد و تولید برای مدت کوتاهی افزایش یافت.
در نهایت، برنامه ریزان اهداف بلندپروازانه تری مانند جایگزینی پیش نویس برنامه‌های سال ۱۹۶۲ با طرح‌های ۱۹۶۷ را توسعه دادند و صنایع دچار تنگناهای عرضه شدند، اما نتوانستند تقاضاهای رشد را برآورده کنند. توسعه سریع صنعتی به نوبه خود با افزایش جمعیت شهری همراه شد. با توجه به گسترش بیشتر تجمیع سازی، تولید صنایع سنگین و رکود صنعت کشاورزی که با تقاضای رشد جمعیت همراه با یک سال (۱۹۵۹) آب و هوای نامطلوب در مناطق کشاورزی سازگاری نداشت، تنها ۱۷۰ میلیون تن غلات تولید شد. که بسیار کمتر از مقدار واقعی غلات مورد نیاز جمعیت بود. گرسنگی انبوه درگرفت و آن را در سال ۱۹۶۰ حتی بدتر کرد، زمانی که تنها ۱۴۴ میلیون تن غلات تولید شد، مقدار کلی که ۲۶ میلیون تن از مقدار کل دانه که در ۱۹۵۹ تولید شد کاهش یافته بود. دولت جیره‌بندی را آغاز کرد، اما بین سال‌های ۱۹۵۸ تا ۱۹۶۲ تخمین زده می‌شود که حداقل ۱۰ میلیون نفر از گرسنگی جان خود را از دست داده‌اند. قحطی ناشناخته نماند و مائو کاملاً از قحطی بزرگی که روستاها را فرا گرفته بود آگاه بود، اما به جای تلاش برای رفع مشکل، آن را به گردن ضدانقلابیونی انداخت که «دانه‌ها را پنهان و تقسیم می‌کردند». مائو حتی به‌طور نمادین تصمیم گرفت به احترام کسانی که در رنج بودند از خوردن گوشت خودداری کند.